# Meriden, Kansas
Meriden är en ort i Jefferson County i Kansas. Vid 2010 års folkräkning hade Meriden 813 invånare.